# Édouard Herriot
Édouard Herriot (Troyes, Aube,, 5 tháng 7 năm 1872 - Saint-Genis-Laval, Rhône, Pháp, 26 tháng 3 năm 1957), là một chính trị gia người Pháp ba lần, từng giữ chức Thủ tướng từ 14 tháng 6 năm 1924 tới 10 tháng 4 năm 1925; từ 19 tháng 7 năm 1926 tới 21 tháng 7 năm 1929; và từ 3 tháng 6 năm 1932 tới 14 tháng 12 năm 1932.